# Federigo Meninni
Federico Meninni, o Federigo (Gravina in Puglia, 14 giugno 1636 – Napoli, 1712), è stato un medico e poeta italiano.

## Biografia
Nasce a Gravina in Puglia dai nobili Angelo e Ruffina Errico.
Compiuti gli studi grammatici e umanistici, prosegue quelli giuridici con Antonio Martoro e filosofia con Giustiniano Maiorani, seguace del filone aristotelico. Successivamente abbandona la facoltà di giurisprudenza per intraprendere quella di medicina.
Morto il padre, nel 1654 si trasferisce a Napoli dove, raccomandato dal vescovo di Sarno Antonio Tura, è accolto da Antonio Riccio, medico e letterato. Due anni più tardi giunge la peste: il letterato Riccio soccombe, mentre il Meninni sopravvive.
Sulla vita privata si sa poco: sposa Caterina di Scio nel 1670 da cui ha tre figli. Fu seguace della filosofia medica di Aristotele e Galeno; segue Carlo Pignataro, un medico del Viceregno, e non frequenta l'accademia medica napoletana, ove altri personaggi importanti vi furono Cornelio, D'Andrea e Di Capua.

### L'attacco alla chimica
Nel settembre 1663 viene pubblicato Discorso per difesa dell'arte chimica e de' professori di essa, senza autore e luogo di stampa. Si ritiene che possa averlo scritto uno dei tre medici dell'accademia, ma con maggiore certezza viene attribuito a Di Capua.
Per impedire la proibizione dell'insegnamento della chimica nell'accademia, Di Capua propone un'unione tra chimica e medicina, sottolineando l'importanza della prima che può essere utile in zone dove avvengono frequentemente epidemie, tra cui anche quella dell'agro napoletano.
Il Meninni, con lo pseudonimo di Moinero di Giarbo, fa pubblicare il Discorso nel quale si dimostra che i medicamenti spargirici sieno per lo più mal sicuri e pericolosi, e da non permettersi senza l'approbazione de' medici galenisti…,, dove lo attacca e ricalca la pericolosità stessa della chimica, definendola insolita, nuova e proibita, contro i precetti filosofici di Aristotele. Questo attacco viene ribadito due anni dopo, quando contesta le influenze dell'epidemia con probabile origine dai lini del lago di Agnano.
Sebastiano Bartoli ribadisce che la chimica non è pericolosa: per questo verrà anche attaccato dal Meninni nell'opera La morsa domatrice di Testa Libera nelle credenze di Agnano innocente (Napoli, 1665), che ha la sua risposta in Frantumi della morsa di un bruto medico maniscalco…, dove Bartoli lo attacca nuovamente, riaffermando la precedente presa di posizione.
Tuttavia, più tardi, cambia opinione e inizia a seguire i metodi moderni, stringendo amicizia con persone quali Juan Caramuel y Lobkowitz, ed entrando a far parte della Società degli Spensierati di Rossano.

## Opere
Molte delle opere del Meninni sono state pubblicate e stampate nella città di Napoli, mentre alcune edizioni sono state duplicate a Genova. Alcuni dei suoi scritti sono rimasti inediti, o comunque, se pronti per la stampa, mai pubblicati.
- La fama (1658)
- Ragguagli festivi (1658)
- Discorso per difesa dell'arte chimica e de' professori di essa (settembre 1663)
- Discorso nel quale si dimostra che i medicamenti spargirici sieno per lo più mal sicuri e pericolosi, e da non permettersi senza l'approbazione de' medici galenisti… (1663)
- La morsa domatrice di Testa Libera nelle credenze di Agnano innocente (1665)
- Lodi varie d'illustrissimi ingegni italiani in diverse occasioni dirizzate all'autore (1666)
- Grillaia (1668)
- L'Uomo di tre lettere (1669)
- Poesie (opera precedente riveduta e ampliata)(1669)
- Poesie liriche (1669)
- Censura del poetar moderno (1672)
- Biblioteca Aprosiana (1672)
- Affetti caritativil (1674)
- Poesie (edizione veneziana)(1676)
- Ritratto del sonetto e della canzone (1677, con ristampo a Venezia nel 1678)
- Risposta a gli Affetti caritativi del petulante ludimagistro G. Battista (1679)
- Furti svelati nelle poesie meliche e negli epigrammi di G. Battista (1679)
- Ritratto de' componimenti giocosi e gioco serii (1680/1681)
- Miscellanea poetica (1687)
- Maraviglie poetiche e le poesie varie (1702)
- Della buona e della mala imitazione (1703, mai pubblicato)
- De sternutatione (1703, inedito)
- Vita di Aristide orator greco (1703, inedito)